# Fajac-la-Relenque
Fajac-la-Relenque – miejscowość i gmina we Francji, w regionie Oksytania, w departamencie Aude.
Według danych na rok 1990 gminę zamieszkiwały 52 osoby, a gęstość zaludnienia wynosiła 15 osób/km² (wśród 1545 gmin Langwedocji-Roussillon Fajac-la-Relenque plasuje się na 848. miejscu pod względem liczby ludności, natomiast pod względem powierzchni na miejscu 1072.).